# Buxton (Queensland)
 (juillet 2020).
Si vous disposez d'ouvrages ou d'articles de référence ou si vous connaissez des sites web de qualité traitant du thème abordé ici, merci de compléter l'article en donnant les références utiles à sa vérifiabilité et en les liant à la section « Notes et références ».
Pour les articles homonymes, voir Buxton.
Buxton est une localité rurale de la région de Bundaberg, située dans Queensland, en Australie. 

## Étymologie
Buxton était autrefois connu sous le nom de Buxtonville, Newport et Burrumba.

## Démographie
Lors du recensement de 2016, Buxton avait une population de 430 personnes.

## Géographie
La localité de Buxton est délimitée au nord et au nord-est par la rivière Gregory et au sud par la rivière Isis et au sud-est par la rivière Burrum.